# Сета-
сета (на латински: septem - седем) е десетична представка от система SI, въведена през 1991 г. Означава се със Z и означава умножение с 1021 (1 000 000 000 000 000 000 000, един секстилион), или с 10007.
Например: 9 ZB = 9 × 1021 B = 9 000 000 000 000 000 000 000 B = 9 милиарда TB
Като приставка от SI e приета от XIХ Генерална конференция по мерки и теглилки през 1991 г.. Наименованието ѝ произлиза от латинското septem, означаващо седем, тъй като е еквивалентна на 10007.
Няколко години преди приемането на представката сета в практиката се е използвала представката hepta. Названието ѝ е образувано от гръцкото ἑπτά, също означаващо седем. Представката hepta не получава официално признание и днес не се използва.